# Prerokova mošeja
Prerokova mošeja (arabsko ٱلْمَسْجِد ٱلنَّبَوِي‎, latinizirano: al-Masjid al-Nabawī) je druga mošeja, ki jo je zgradil islamski prerok Mohamed v Medini, za mošejo Kuba, kot tudi druga največja mošeja in najsvetejše mesto v islamu, za Masjid al-Haram v Meki, v saudski regiji Hedžas. Mošeja stoji v središču Medine in je glavno romarsko mesto, ki spada v pristojnost skrbnika dveh svetih mošej.
Mohamed je sam sodeloval pri gradnji mošeje. Takrat je zemljišče mošeje pripadalo dvema mladima sirotama, Sahlu in Suhajlu, in ko sta izvedela, da želi Mohamed pridobiti njuno posest za postavitev mošeje, sta šla k njemu in mu zemljo ponudila v dar; Mohamed je vztrajal pri plačilu cene za zemljo, ker sta bila siroti. Dogovorjeno ceno je plačal Abu Ajub al-Ansari, ki je tako postal obdarjevalec ali donator (arabsko وَاقِف, latinizirano: vākif) mošeje, v imenu ali v korist Mohameda. Al-Ansari je tudi sprejel Mohameda ob njegovem prihodu v Medino leta 622.
Prvotno stavba na prostem je mošeja služila kot skupnostni center, sodišče in verska šola. Vsebovala je dvignjeno ploščad ali prižnico (minbar) za ljudi, ki so poučevali Koran in za Mohameda, da je imel petkovo pridigo (hutba). Poznejši islamski vladarji so močno razširili in okrasili mošejo ter poimenovali njene stene, vrata in minarete po sebi in po svojih prednikih. Po širitvi med vladavino Omajadskega kalifa al-Valida I. (vladal 705–715) zdaj vključuje poslednje počivališče Mohameda in prvih dveh rašidunskih kalifov Abu Bakra (vladal 632–634) in Omarja (vladal 634–644). Ena najbolj opaznih značilnosti kraja je zelena kupola v jugovzhodnem kotu mošeje, prvotno Ajšine hiše, kjer je Mohamedova grobnica. Številni romarji, ki opravijo hadž, gredo tudi v Medino, da obiščejo zeleno kupolo.
Leta 1909, pod vladavino osmanskega sultana Abdula Hamida II., je bila mošeja kot prvi kraj na Arabskem polotoku opremljena z električnimi lučmi. Od 14. stoletja so jo varovali evnuhi; zadnji preostali varuhi so bili fotografirani na zahtevo takratnega princa Faisala bin Salmana Al Sauda, leta 2015 pa jih je ostalo le še pet. Na splošno je odprta ne glede na datum ali uro in je bila v sodobnem času za obiskovalce zaprta le enkrat, ko se je med pandemijo covida-19 leta 2020 bližal ramazan.

## Zgodovina

### Pod Mohamedom in Rašidunom (622–660 n. št.)
Mošejo je zgradil Mohamed leta 622 po svojem prihodu v Medino. Na kameli, imenovani Kasva, je prispel do kraja, kjer je bila zgrajena ta mošeja, uporabljena kot grobišče. Ker ni hotel sprejeti zemljišča kot darila od dveh sirot, Sahla in Suhajla, ki sta bila lastnika zemljišča, je zemljišče kupil, plačal pa ga je Abu Ajub al-Ansari. Gradnja je nato trajala sedem mesecev. Mošeja je merila je 30,5 m × 35,62 m. Streha na višini 3,60 m je bila podprta s palmovimi debli, je bila narejena iz tolčene gline in palmovih listov. Troje vrat mošeje so bila Bāb ar-Raḥmah (بَاب ٱلرَّحْمَة, "Vrata usmiljenja") na jugu, Bāb Jibrīl (بَاب جِبْرِيْل, "Gabrijelova vrata") na zahodu in Bāb an-Nisāʾ (بَاب ٱلنِّسَاء, "Vrata žensk") na vzhodu. V tem času zgodovine mošeje je bila stena kible obrnjena proti severu proti Jeruzalemu, sufa (zaščitena dvignjena ploščad) pa je bila ob severni steni. V letu 7 po hidžri, po bitki pri Hajbarju, je bila mošeja razširjena na 47,32 m na vsaki strani in zgrajene so bile tri vrste stebrov ob zahodni steni, ki je postala kraj molitve. Mošeja je med vladavino Abu Bakra ostala nespremenjena.
Omar je porušil vse hiše okoli mošeje razen hiš Mohamedovih žena, da bi jo razširil. Mere nove mošeje so bile 57,49 m × 66,14 m. Na soncu sušene blatne opeke so bile uporabljene za gradnjo sten ograjenega prostora. Po tleh so posuli kamenčke in streho povišali na 5,6 m. Omar je zgradil še troje vhodnih vrat. Dodal je tudi Al-Buṭajḥa (arabsko ٱلْبُطَيْحَة), kjer ljudje recitirajo poezijo.
Tretji rašidunski kalif Osman ibn Afan je leta 649 mošejo porušil. Deset mesecev so porabili za gradnjo nove pravokotne mošeje, katere lice je bilo obrnjeno proti Kabi v Meki. Nova mošeja je merila 81,40 m × 62,58 m. Število vrat in njihova imena so ostala enaka. Ograda je bila zgrajena iz kamnov, položenih v malto. Stebre palmovih debel so nadomestili kamniti stebri, ki so bili povezani z železnimi sponami. Za rekonstrukcijo stropa je bil uporabljen tikov les.

### Pod poznejšimi islamskimi državami (660–1517)
Leta 706 ali 707 je omajadski kalif Al-Valid I. (vladal 705–715) naročil svojemu guvernerju Medine, bodočemu kalifu Omarju II. ibn Abd al-Azizu, naj znatno poveča mošejo. Po mnenju arhitekturnega zgodovinarja Roberta Hillenbranda je bila gradnja velike mošeje v Medini, prvotnem središču kalifata, 'priznanje' Al-Valida »svojih lastnih korenin in korenin samega islama« in verjetno poskus, da bi pomiril medinsko zamero zaradi izgube političnega pomena mesta za Sirijo pod Omajadi.
Trajalo je tri leta, da so bila dela končana. Surovine so pridobivali iz Bizantinskega cesarstva. Al-Valid je namenil velike vsote za obnovo mošeje in dobavil mozaike ter grške in koptske obrtnike. Površina mošeje se je povečala s površine 5094 kvadratnih metrov iz časov Osmanov na 8672 kvadratnih metrov. Njena prenova je vključevala rušenje bivalnih prostorov Mohamedovih žena in razširitev stavbe, da bi vključila grobove Mohameda, Abu Bakra in Omarja. Al-Valid je zavrnil glasno nasprotovanje rušenju Mohamedovega doma iz lokalnih verskih krogov. Zgrajen je bil zid, ki je ločeval mošejo in hiše Mohamedovih žena. Mošeja je bila rekonstruirana v obliki trapeza z dolžino daljše stranice 101,76 metra. V mošeji so bili prvič zgrajeni portiki, ki povezujejo severni del stavbe s svetiščem.
Po besedah pisca Ibn Ruste iz 10. stoletja so med Al-Validovo širitvijo prvič zgradili tudi minarete, ko so na vogale mošeje dodali štiri stolpe. Morda so to prvi minareti v islamski arhitekturi,  čeprav ni točno jasno, čemu so ti stolpi služili v tem zgodnjem obdobju. V času pisanja Ibn Ruste je ostal samo eden od prvotnih štirih stolpov. Jugozahodni minaret je bil porušen leta 716 na ukaz Sulejmana ibn Abd al-Malika.
Abasidski kalif Al-Mahdi (vladal 775–785) je mošejo razširil proti severu za 50 metrov. Njegovo ime je bilo izpisano tudi na stenah mošeje. Načrtoval je tudi odstranitev šestih stopnic do minbarja, vendar je to idejo opustil, ker se je bal poškodbe lesenih ploščadi, na katerih so bile zgrajene. Projekt je zahteval rušenje dveh severnih minaretov iz Al-Validovega časa, vendar sta ju nadomestila dva nova stolpa na severnih vogalih nove širitve. Po napisu Ibn Kutajbaha je kalif Al-Mamun (vladal 813–833) opravil 'nedoločeno delo' na mošeji. Al-Mutavakil (vladal 847–861) je ogrado Mohamedove grobnice obložil z marmorjem.
Leta 1269 je mameluški sultan Bajbars poslal na desetine obrtnikov, ki jih je vodil evnuh emir Džamal al-Din Muhsin al-Salihi, da bi obnovili svetišče, vključno z ograjenimi prostori okoli grobov Mohameda in Fatime. Mameluški sultan al-Ašraf Kansuh al-Ghuri (vladal 1501–1516) je leta 1476 zgradil kamnito kupolo nad njegovim grobom.

### Osmansko obdobje (1517–1805 in 1840–1919)
Sultan Sulejman Veličastni (vladal 1520–1566) je prezidal vzhodno in zahodno steno mošeje ter dodal severovzhodni minaret, znan kot Süleymaniyye. Poleg Mohamedovega oltarja Šafija je dodal nov oltar, imenovan Ahnaf, in na Mohamedov grob postavil novo, z jeklom prekrito kupolo. Sultan Sulejman Veličastni je zapisal imena osmanskih sultanov od Osmana Ghazija do sebe (Kanuni) in oživil 'Vrata milosti' (Bab ur-Rahme) ali zahodna vrata. Prižnica, ki se uporablja danes, je bila zgrajena pod sultanom Muradom III. (vladal 1574–1595).
Leta 1817 je sultan Mahmud II. (vladal 1808–1839) dokončal gradnjo Očiščene rezidence (Ar-Rawdah Al-Muṭahharah (arabsko ٱلرَّوْضَة ٱلْمُطَهَّرَة) in turško Ravza-i Mutahhara) na jugovzhodni strani mošeje in pokrit z novo kupolo. Kupola je bila leta 1837 pobarvana v zeleno in je od takrat znana kot Zelena kupola (Kubbe-i Khadra). Naslednik sultana Mahmuda II., sultan Abdulmedžid I. (vladal 1839–1861), je potreboval trinajst let, da je obnovil mošejo, začenši leta 1849. Rdeča kamnita opeka je bila uporabljena kot glavni material pri obnovi mošeje. Tlorisna površina mošeje se je povečala za 1293 kvadratnih metrov.
Celotna mošeja je bila preurejena, razen Mohamedove grobnice, treh oltarjev, prižnice in Sulejmanijevega minareta. Na stenah so bili z islamsko kaligrafijo napisani verzi iz Korana. Na severni strani mošeje je bila zgrajena medresa za poučevanje Korana. Na severni strani je bilo dodano mesto za umivanje. Molilnica na južni strani je bila podvojena v širino in prekrita z majhnimi kupolami. Notranjost kupol je bila okrašena z verzi iz Korana in dvostihi iz pesmi Kaside-i Bürde. Stena kible je bila prekrita s poliranimi ploščicami z vpisanimi črkami iz Korana. Molitveni prostori in dvorišče so bili tlakovani z marmorjem in rdečim kamnom. Peti minaret, Mecidije, je bil zgrajen zahodno od obkoljenega območja. Po aretaciji 'puščavskega tigra' Fakhrija paše s strani njegovih lastnih častnikov, ki se je 10. januarja 1919 upiral 72 dni po koncu obleganja Medine, se je končalo 550 let osmanske vladavine v regiji.

#### Sauski upor (1805–1811)
Ko je Saud bin Abdul-Aziz leta 1805 zavzel Medino, so njegovi privrženci, vahabiti, porušili skoraj vse grobnice in kupole v Medini, da bi preprečili njihovo čaščenje, razen Zelene kupole. Po sahih hadisih so čaščenje grobov in krajev, za katere so mislili, da imajo nadnaravne moči, obravnavali kot prekršek proti tejhidu in dejanje širka. Z Mohamedove grobnice so odstranili zlato in okrasje iz draguljev, kupolo pa so ohranili bodisi zaradi neuspešnega poskusa rušenja njene zapletene in utrjene strukture bodisi zato, ker je pred časom zapisal Mohamed ibn Abd al-Vahab, ustanovitelj vahabitskega gibanja da ni želel videti uničenja kupole.

### Saudska vladavina in sodobna zgodovina (1925–danes)
Saudski prevzem so zaznamovali dogodki, podobni tistim iz leta 1805, ko je princ Mohamed ibn Abdulaziz 5. decembra 1925 ponovno zavzel mesto. Po ustanovitvi Kraljevine Saudove Arabije leta 1932 je mošeja doživela več večjih sprememb. Leta 1951 je kralj Abdulaziz (1932–1953) ukazal porušiti okolico mošeje, da bi naredil prostor za nova krila vzhodno in zahodno od molitvene dvorane, ki so bila sestavljena iz betonskih stebrov s koničastimi loki. Starejši stebri so bili ojačani z betonom in na vrhu oprijeti z bakrenimi obroči. Minareta Sulejmanija in Mecidije sta bila nadomeščena z dvema minaretoma v slogu mameluške oživitve. Severovzhodno in severozahodno od mošeje sta bila postavljena še dva minareta. Knjižnica je bila zgrajena vzdolž zahodne stene za hrambo zgodovinskih Koranov in drugih verskih besedil.
Leta 1974 je kralj Fejsal mošeji dodal 40.440 m². Območje mošeje se je razširilo tudi med vladavino kralja Fahda leta 1985. Z buldožerji so porušili stavbe okoli mošeje. Leta 1992, ko je bila dokončana, je mošeja zavzela 160.000 m² prostora. Tekoče stopnice in 27 dvorišč so bili med dodatki k mošeji. Projekt za povečanje površine mošeje je bil objavljen septembra 2012. Po dokončanju naj bi mošeja sprejela med 1,6 milijona do 2 milijona vernikov. Marca naslednje leto je Saudi Gazette poročal, da so bila rušitvena dela večinoma končana, vključno z rušenjem desetih hotelov na vzhodni strani, poleg hiš in drugih pripomočkov.

## Arhitektura
Sodobna mošeja stoji na pravokotni parceli in je dvonadstropna. Osmanska molilnica, ki je najstarejši del mošeje, leži proti jugu. Ima ravno tlakovano streho, na vrhu katere je 27 drsnih kupol na kvadratnih osnovah. Luknje, preluknjane v dnu vsake kupole, osvetljujejo notranjost, ko so kupole zaprte. Pomična streha je zaprta med popoldansko molitvijo (Dhuhr), da zaščiti obiskovalce. Ko kupole zdrsnejo na kovinske tirnice, da zasenčijo dele strehe, ustvarijo svetlobne vodnjake za molitveno dvorano. V teh časih je tudi dvorišče osmanske mošeje zasenčeno s senčniki, pritrjenimi na prostostoječe stebre. Na streho se dostopa po stopnicah in tekočih stopnicah. Tlakovano območje okoli mošeje se uporablja tudi za molitev, opremljeno s šotori. Drsne kupole in zložljive nadstreške v obliki dežnikov so zasnovali nemški muslimanski arhitekt Mahmoud Bodo Rasch, njegovo podjetje SL Rasch GmbH in Buro Happold.

### Zelena kupola
V prostoru, ki meji na Rawdah, so grobnice Mohameda in dveh njegovih tovarišev in tastov, Abu Bakra in Omarja. Četrti grob je rezerviran za Īsā (Jezus), saj muslimani verjamejo, da se bo vrnil in bo pokopan na mestu. Mesto pokriva Zelena kupola. Zgrajena je bila leta 1817 med vladavino osmanskega sultana Mahmuda II. in leta 1837 pobarvana v zeleno.

### Ravdah
Ar-Ravdah aš-Šarifah (arabsko ٱلرَّوْضَة ٱلشَّرِيْفَة, latinizirano: 'Plemeniti vrt') je območje med minbarjem in Mohamedovo grobnico. Velja za enega od Rijāḍ al-Džanah (arabsko رِيَاض ٱلْجَنَّة, latinizirano: 'Rajski vrtovi'). Zelena preproga je bila uporabljena za razlikovanje območja od rdeče preproge, ki se uporablja v preostalem delu mošeje, čeprav je zdaj tudi zelena.

### Mihrabi
V mošeji sta dva mihraba ali niši, ki označujeta kiblo, eno je zgradil Mohamed, drugo pa Osman. Tisti, ki ga je zgradil slednji, je bil večji od Mohamedovega in deluje kot funkcionalni mihrab, medtem ko je Mohamedov mihrab »spominski« mihrab. Poleg mihraba ima mošeja tudi druge niše, ki služijo kot indikatorji za molitev. To vključuje Miḥrāb Fāṭimah (arabsko مِحْرَاب فَاطِمَة) ali Miḥrāb at-Tahajjud (arabsko مِحْرَاب ٱلتَّهَجُّد), ki ga je zgradil Mohamed za pozno v noč molitev.

### Minbarji
Prvotni minbar (arabsko مِنـۢبَر), ki ga je uporabljal Mohamed, je bil blok datljevega palmovega lesa. Tega je zamenjal s tamarišo, ki je imel dimenzije 50 cm × 125 cm. Leta 629 n. št. so ji dodali tri stopničasto lestev. Abu Bakr in Omar tretje stopnice nista uporabila kot znak spoštovanja do Mohameda, temveč je Uthman čeznjo postavil kupolo iz blaga, ostale stopnice pa so bile prekrite z ebenovino. Minbar so zamenjali Bajbar I., leta 1417 šejk Al-Mahmudi in leta 1483 Kajtbaj. Leta 1590 ga je zamenjal osmanski sultan Murad III. z marmornim minbarjem, Kajtbajev minbar pa je bil premaknjen v mošejo Kuba. Od leta 2013 se v mošeji še vedno uporablja osmanski minbar.

### Minareti
Prvi zabeleženi minareti, štirje, so bili zgrajeni med letoma 707 in 709 v času vladavine al-Valida I. Visoki so bili 7,9 m. Leta 1307 je al-Nasir Mohamed dodal minaret z naslovom Bāb as-Salām (arabsko بَاب ٱلسَّلَام, latinizirano: Vrata miru), ki ga je obnovil Mehmed IV. Po projektu prenove leta 1994 je bilo deset minaretov, ki so bili visoki 104 metre. Zgornji, srednji in spodnji del minaretov so valjaste, osmerokotne oziroma kvadratne oblike.

## Galerija
- Zelena kupola je leta 1837 dobila značilno barvo
- Ar-Ravdah aš-Šarifah je večinoma natrpan z verniki, gibanje pa ves čas omejujejo policisti
- Stari mihrab, ki ga je zgradil Mohamed. Skozi stoletja so jo večkrat predelali in je trenutno obložen z marmorjem
- Minbar, ki ga je naročil sultan Murad III., je še danes v uporabi v mošeji
- Minaret v Prerokovi mošeji
- Notranje dvorišče
- Dvorišče
- Dežniki ščitijo romarje pred ostrimi poletnimi temperaturami Medine. Na vsak steber dežnika so pritrjeni tudi ventilatorji, ki brizgajo vodo, da trg in romarje ohladijo.
- Na vratih mošeje je napisano "Mohamed, Božji poslanec".
- Knjižnica v mošeji hrani več starih rokopisov, knjig in je specializirana za ohranjanje islamske zgodovine